# Aumann AG
Die Aumann AG mit Hauptsitz in Beelen ist ein deutscher Sondermaschinen- und Anlagenbauer. Die AG ist die Muttergesellschaft der Aumann-Gruppe, zu der Tochterunternehmen in Deutschland, den USA und China gehören.
Aumann entwickelt, produziert und vertreibt Maschinen (insbesondere Spulenwickelmaschinen für Elektromotoren) und automatisierte Fertigungs- und Montagelinien zur Serienproduktion von Komponenten elektrischer, klassischer und hybrider Antriebsstränge, von Leichtbau-Karosseriebauteilen und diversen anderen Industrieprodukten. Kunden sind unter anderem Unternehmen der Automobilindustrie.

## Geschichte

### Die Anfänge als Willy Aumann KG
Das Unternehmen Aumann geht auf eine 1936 von Willy Aumann in Berlin gegründete Firma zurück. In den 1940er bis 1960er Jahren meldete die Willy Aumann KG zahlreiche Patente für Wickel- und Drahtlackiermaschinen an. 1951 erfolgte der Umzug nach Espelkamp. Die US-amerikanische Tochter Aumann North America Inc. (seit 2017 Aumann Winding and Automation Inc.) entstand 1982. 2006 kaufte Aumann die ATS Berlin (die spätere Aumann Berlin GmbH) und organisierte die bestehenden Gesellschaften unter dem Dach der Aumann Winding and Automation Gruppe, der Standort Berlin ist mittlerweile aufgegeben.

### MBB Fertigungstechnik GmbH
Die Claas Fertigungstechnik GmbH wurde 1968 in Harsewinkel als Werkzeugbauspezialist des Landtechnik-Konzerns Claas gegründet und stellte seit 1992 in Beelen Schweiß- und Montageanlagen für die Autoindustrie her. Sie ging 2012 in den Besitz der Beteiligungsgesellschaft MBB SE über und hieß MBB Fertigungstechnik GmbH.

### Übernahme durch MBB und Gründung der Aumann AG
2015 übernahm die MBB SE 75 % der Anteile der Aumann Winding and Automation Group. Im folgenden Jahr strukturierte die Beteiligungsgesellschaft ihre Maschinenbaukapazitäten neu. Im Zuge dessen wurde die MBB Technologies GmbH in die Aumann AG umgewandelt, unter deren Dach die bislang bereits zur Aumann Gruppe gehörenden Gesellschaften mit der MBB Fertigungstechnik GmbH und der 2013 gegründeten MBB Technologies (China) Ltd. zusammengefasst wurden. Ebenfalls 2016 kaufte MBB auch die verbleibenden 25 % der Aumann-Anteile.
2017 übernahm Aumann von der Utz Gruppe die sächsische USK Karl Utz Sondermaschinen GmbH, die seit 2019 unter dem Namen Aumann Limbach-Oberfrohna GmbH firmiert. 2023 übernahm Aumann die Lacom GmbH in Lauchheim aus der Insolvenz, die nun unter dem Namen Aumann Lauchheim GmbH firmiert.

## Aktie
Die Aktien der Aumann AG sind seit März 2017 im Prime Standard der Börse Frankfurt notiert. Das Grundkapital der Aumann AG war in 15,25 Millionen Inhaberstückaktien aufgeteilt (seit März 2025 14,34 Millionen durch die Einziehung von eigenen Aktien), von denen am 24. März 2017 5,98 Millionen zu einem Kurs von 42,00 Euro ausgegeben wurden. Ab dem 19. März 2018 war die Aumann Aktie Teil des TecDAX. Aufgrund eines Wechsels der Branchenklassifizierung durch die Deutsche Börse wurde sie zum 18. Juni 2018 aus dem TecDAX entnommen und in den SDAX aufgenommen. Vom 18. Juni 2018 bis zum 23. September 2019 war die Aumann Aktie im SDAX gelistet. Die Aktie ist aktuell Teil des CDAX.

### Aktionärsstruktur
51,6 % der Aumann-Aktien werden (Stand: 2025) von der MBB SE gehalten, die damit der größte Anteilseigner ist. Die übrigen Aktien befinden sich im Besitz verschiedener Investmentfonds bzw. in Streubesitz.

## Geschäftstätigkeit
Aumann betreibt Standorte in Beelen, Espelkamp, Lauchheim, Limbach-Oberfrohna sowie in Clayton, Missouri (USA) und Changzhou (China). Die Gruppe unterteilt ihr Geschäft in die Segmente E-Mobility und Next Automation.

### Segment Elektromobilität
Das Geschäft im Segment Elektromobilität zentriert sich um Wickelmaschinen zur Herstellung von Spulen, die als Statoren oder Rotoren in elektrischen Fahrzeugantrieben und in Hilfsmotoren zur Elektrifizierung weiterer Funktionen in Fahrzeugen eingesetzt werden. Das Unternehmen produziert Maschinen für unterschiedliche Wickeltechniken (Linearwickeln, Flyerwickeln, Nadelwickeln, konventioneller oder kontinuierlicher Hairpin). Außerdem werden Drahtlackiermaschinen hergestellt, die den zur Herstellung von Spulen vorgesehenen Kupferdraht mit einer Isolierschicht überziehen.
Weiterhin konzeptioniert und baut Aumann komplexe automatisierte Fertigungs- und Montageanlagen zur serienmäßigen Herstellung von Komponenten elektrischer und hybrider Antriebsstränge, insbesondere von Elektromotoren, Brennstoffzellen und Batteriemodulen, Sensoren, Steuerungselektronik und Getrieben. Aumann bietet produktbegleitende Dienstleistungen wie Wartung, Reparatur und Ersatzteilversorgung an.
2023 erzielte das Unternehmen rund 80 % seiner Umsatzerlöse im Segment Elektromobilität.

### Segment Next Automation
Für die klassische Automobilindustrie, die Luft- und Raumfahrtindustrie und für Hersteller von Schienenfahrzeug- und Agrartechnik entwickelt und baut Aumann Maschinen und Fertigungsanlagen, die zur Produktion von Elektromotoren (z. B. für Pumpen und Lüfter), von Antriebskomponenten in Verbrennungsmotoren (u. a. Nockenwellen und Nockenwellenmodule, Zylinderaktivierungs- und Deaktivierungsmodule, Komponenten für Ventilsteuerungssysteme) und von Leichtbau-Strukturbauteilen für Fahrzeugkarosserien dienen, sowie Montageanlagen für Getriebe, elektronische Bremsmodule und andere Fahrzeugkomponenten.
Automatisierte Fertigungs- und Montageanlagen werden auch für die Medizintechnik-, Cleantech- und Konsumgüterindustrie, hier insbesondere für die Hersteller von Haushaltsgeräten und Unterhaltungselektronik, projektiert und gebaut.
Zu den ergänzenden Dienstleistungen im Segment Next Automation gehören neben Wartung, Reparatur und Ersatzteilversorgung die Prototypenentwicklung sowie Erst- und Kleinserienteilfertigung.